# Drapeau de la république socialiste soviétique de Lettonie
Le drapeau de la RSSL a été adopté par la république socialiste soviétique de Lettonie le 17 janvier 1953.
Actuellement l'utilisation de ce drapeau dans des événements publics est interdite.